# 冯锡瑞
冯锡瑞（1933年—2008年），男，河北抚宁人，中华人民共和国政治人物，曾任吉林化学工业公司党委书记，中共吉林市委常委，吉林省政协副主席。